# Timm Sharp
Timm Sharp (nacido en 1978) es un actor y escritor estadounidense. Es conocido por su papel de Marshall Nesbitt en la comedia de Fox Undeclared, Doug Von Stuessen en la comedia de Fox Hasta que la muerte nos separe y Jim en la comedia de Starz Blunt Talk.

## Primeros años y educación
Sharp es nativo de Fargo, Dakota del Norte, y durante la escuela secundaria asistió a la Escuela de Artes Escénicas Trollwood en North Fargo. Poco después de graduarse de la escuela secundaria, se mudó a la ciudad de Nueva York para estudiar actuación en la American Academy of Dramatic Arts.

## Carrera
Sharp interpretó a Marshall Nesbitt en la comedia de Fox de 2001, Undeclared, protagonizada junto a Seth Rogen, Charlie Hunnam, Jay Baruchel, Carla Gallo y Monica Keena. Tuvo un papel recurrente en Six Feet Under de HBO y en la serie de Fox Hasta que la muerte nos separe. Luego, Sharp interpretó a Dougie en la serie de HBO Enlightened, creada por Laura Dern y Mike White. Sharp reemplazó al rapero y actor Mos Def en la serie de comedia poco antes de que comenzara el rodaje en 2010. Sharp también era un habitual de la serie de la cadena de cable Starz Blunt Talk.
Sharp es muy activo en la comunidad de improvisación en Los Ángeles y ha actuado con la Upright Citizens Brigade.

## Filmografía

### Películas
| Año  | Título                  | Papel                  |
| ---- | ----------------------- | ---------------------- |
| 2002 | Stark Raving Mad        | Rikki Simms            |
| 2003 | King of the Ants        | George                 |
| 2005 | Americano               | Ryan                   |
| 2005 | Aurora Borealis         | Hacksetter             |
| 2005 | Kicking & Screaming     | Empleado de carnicería |
| 2005 | Fun with Dick and Jane  | Asistente de Jack      |
| 2006 | Amigos con dinero       | Richard                |
| 2007 | After Sex               | Neil                   |
| 2009 | Imagine That            | Tod                    |
| 2009 | Stuntmen                | Bill Taylor            |
| 2010 | Camera Obscura          | Chad                   |
| 2013 | Beneath the Harvest Sky | Badger                 |
| 2014 | Alex of Venice          | Josh                   |
| 2015 | The Dramatics: A Comedy | Jim                    |
| 2015 | The Breakup Girl        | Tim                    |
| 2016 | Rainbow Time            | Todd                   |
| 2017 | Handsome                | Lloyd Vanderwheel      |
| 2018 | The New Romantic        | Ian Brooks             |
| 2019 | Good Posture            | George                 |
| 2021 | Together Together       | Jacob                  |
| 2021 | Queenpins               | Gun Dealer             |

### Televisión
| Año           | Título                                      | Papel                                 | Noas                                                                                           |
| ------------- | ------------------------------------------- | ------------------------------------- | ---------------------------------------------------------------------------------------------- |
| 2000          | Spin City                                   | Segundo manifestante                  | Episodio: "Airplane!"                                                                          |
| 2000          | Madigan Men                                 | Diehorn                               | Episodio: "Bachelors"                                                                          |
| 2001          | El hombre invisible                         | Chico del mostrador                   | Episodio: "Germ Theory"                                                                        |
| 2001–2002     | Six Feet Under                              | Andy                                  | 4 episodios                                                                                    |
| 2001–2003     | Undeclared                                  | Marshall Nesbitt                      | 18 episodios                                                                                   |
| 2002          | Malcolm in the Middle                       | Dean                                  | Episodio: "Forwards Backwards"                                                                 |
| 2003          | The Handler                                 | Jason                                 | Episodio: "Off the Edge"                                                                       |
| 2004          | Weekends                                    | Greg Brown                            | Película de televisión                                                                         |
| 2005          | King of the Hill                            | Sprinter / Hombre con serpiente (voz) | 2 episodios                                                                                    |
| 2005          | Early Bird                                  | Ethan Summers                         | Película de televisión                                                                         |
| 2006          | The Minor Accomplishments of Jackie Woodman | Todd Mudlark                          | Episodio: "Mudlarking"                                                                         |
| 2006          | Play Nice                                   | Scott                                 | Película de televisión                                                                         |
| 2007          | I'm in Hell                                 | Fisher                                | Película de televisión                                                                         |
| 2007–2010     | Hasta que la muerte nos separe              | Doug Von Stuessen                     | 31 episodios                                                                                   |
| 2008          | 1%                                          | Scratch                               | Película de televisión                                                                         |
| 2011–2013     | Enlightened                                 | Dougie Daniels                        | 15 episodios                                                                                   |
| 2013          | Go On                                       | Group Leader                          | Episodio: "Go Deep"                                                                            |
| 2013, 2015    | Drunk History                               | James T. McWilliams / Billy the Kid   | 2 episodios                                                                                    |
| 2014          | Revolution                                  | Gould                                 | 2 episodios                                                                                    |
| 2014          | Mizz Miraculous                             | Del                                   | Película de televisión                                                                         |
| 2014          | Beef                                        | DJ Madbeatz                           | Película de televisión                                                                         |
| 2014          | Hot in Cleveland                            | Zed                                   | 2 episodios                                                                                    |
| 2015          | Kirby Buckets                               | Larry Zantron                         | Episodio: "Kirby's Choice"                                                                     |
| 2015          | Newsreaders                                 | Donnovan Klipt                        | 2 episodios                                                                                    |
| 2015–2016     | Blunt Talk                                  | Jim                                   | 20 episodios                                                                                   |
| 2017          | Threadbare                                  | Liam                                  | 7 episodios                                                                                    |
| 2017          | One Mississippi                             | Jack Hoffman                          | 4 episodios                                                                                    |
| 2017          | Channel Zero                                | Tom                                   | Película de televisión                                                                         |
| 2018          | One Day at a Time                           | Nurse Wally                           | Episodio: "Not Yet"                                                                            |
| 2018          | 30 and Booked                               | Trint                                 | 2 episodios                                                                                    |
| 2018          | Casual                                      | John                                  | 5 episodios                                                                                    |
| 2019          | Eres lo peor                                | Quinn                                 | Episodio: "Zero Eggplants"                                                                     |
| 2019          | It's Always Sunny in Philadelphia           | Greg                                  | Episodio: "The Gang Gets Romantic"                                                             |
| 2019          | Room 104                                    | Brandon                               | Episodio: "No Hospital"                                                                        |
| 2019–2020     | Briarpatch                                  | Harold Snow                           | 5 episodios                                                                                    |
| 2021          | The Great North                             | Greg (voz)                            | Episodio: "Period Piece Adventure"                                                             |
| 2021          | On the Verge                                | William                               | 12 episodios                                                                                   |
| 2022          | The Conners                                 | Gale / River                          | Episodio: "Peter Pan, The Backup Plan, Adventures in Babysitting, and A River Runs Through It" |
| 2022          | The Mighty Ducks: Game Changers             | Entrenador Toby                       | 4 episodios                                                                                    |
| 2023—presente | Percy Jackson y los dioses del Olimpo       | Gabe Ugliano                          | Elenco secundario, serie de TV Disney+                                                         |
| TBA           | Apples Never Fall                           | Monty Fortino                         | Elenco principal, miniserie de TV                                                              |